# Kinkanga
Le Kinkanga, connue usuellement sous le nom de  Kinkanga a Mvika ou Maison de Nsundi, est un 
Kanda formé par le  roi Pierre II, qui règne sur le  royaume du Kongo de 1622 à 1631. Alors que le roi Pierre II (1622–24) et son fils Garcia Ier (1624–1626) sont les seuls souverains de ce kanda qui accèdent au titre royal, il fournira encore des membres puissants dans les offices provinciaux au cours des années 1650 jusqu'à leur anéantissement au cours de la décennie 1670. Malgré la perte de leur influence ils sont encore évoqués par la tradition dans le  proverbe encore courant dans la décennie 1920 « Nkutama a mvila za makanda "Kinkanga, Kimpanzu ye Kinlaza makukwa matatu malambila Kongo », c'est-à-dire Kinkanga, Kimpanzu et Kinlaza sont les trois pierres sur lesquelles le Kongo repose.

## Un candidat de compromis
La Maison de Kwilu régnait sur le Kongo depuis 1567, lorsque son roi, Álvare III, meurt en 1622 alors qu'il n'a pas d'héritier assez âgé pour assumer la fonction royale. Les électeurs décident d'offrir le trône à Pierre II Nkanga a Mvika, le duc de Mbamba. Dans la documentation portugaise la maison régnante du roi Pierre II est dénommée Nsundi d'après le nom du duché, un  fief constitué pour le père du souverain. Le lignage de la maison de Kwilu est virtuellement exclu définitivement du trône  le roi Ambrósio Ier étant la seule exception de 1626 à 1631 

## Rupture avec le Portugal
L'ascension de la Maison Nsundi signifiait la fin de la relation étroite qui existait entre le royaume du Kongo et le Portugal. Les deux alliés autrefois proches s'était déjà opposés à propos de la traite négrière et des droits commerciaux vers la fin du XVIe siècle. L'ambitieux gouverneur de l'Angola portugais de Luanda prétend que le nouveau roi avait donné donné l'asile à des esclaves en fuite alors qu'il était encore duc de Mbamba. En outre, il revendique également le droit de désigner les rois du Kongo. Ces différends conduisent à une invasion portugaise du Kongo l'année même de l'accession au trône de Pierre II. La grossière erreur d'appréciation des  Portugais sur la puissance du royaume les conduit à essuyer une défaite lors de la bataille de Mbandi Kasi lorsque le roi à la tête de ses forces, arrête nette l'invasion

## Diplomatie avec les Hollandais
Après ce conflit désastreuse, les Portugais cherchent à restaurer la paix avec la maison de Nsundi et le calme est provisoirement rétabli. Pendant ce temps, Pierre II nourrit des plans pour les expulser complètement de la région et sollicite l'aide de la République des Provinces-Unies leur rivale. Ce sera toutefois à une autre maison royale qu'il appartiendra de mettre en œuvre  ce plan ambitieux.

## GarciaIer
Garcia Ier succède à son père en 1624, mais il est détrôné dès 1626 par un complot mis en œuvre par les matrones de la cour royale, à l'exception bien sur de sa mère Dona Luisa et exécuté par Manuel Jordão, le duc de Nsundi, il s'enfuit au Soyo où il est protégé de longues années par le comte Paulo Ier de Soyo qui avait été nommé par Pierre II. Dans ce contexte le comté de Soyo devient un allié proche de la lignée. De nombreux autres nobles nommés par Pierre II ou Garcia Ier conservent leurs fonctions alors même lorsque d'autres maisons règnent sur le Kongo. En 1656, certains d'entre eux qui exerçaient leur office à São Salvador et le Marquis de Mpemba tentent de renverser le roi Garcia II du Kongo, ils sont vaincus et le Kanda est définitivement dissous comme entité séparée en 1678

## Articles liés
- Kilukeni
- Dynastie Kwilu
- Kinlaza
- Kimpanzu
- Água Rosada